# Château-Gaillard
Château-Gaillard è un comune francese di 1 793 abitanti situato nel dipartimento dell'Ain della regione dell'Alvernia-Rodano-Alpi.

## Società

### Evoluzione demografica
Abitanti censiti